# Antonin Mercié

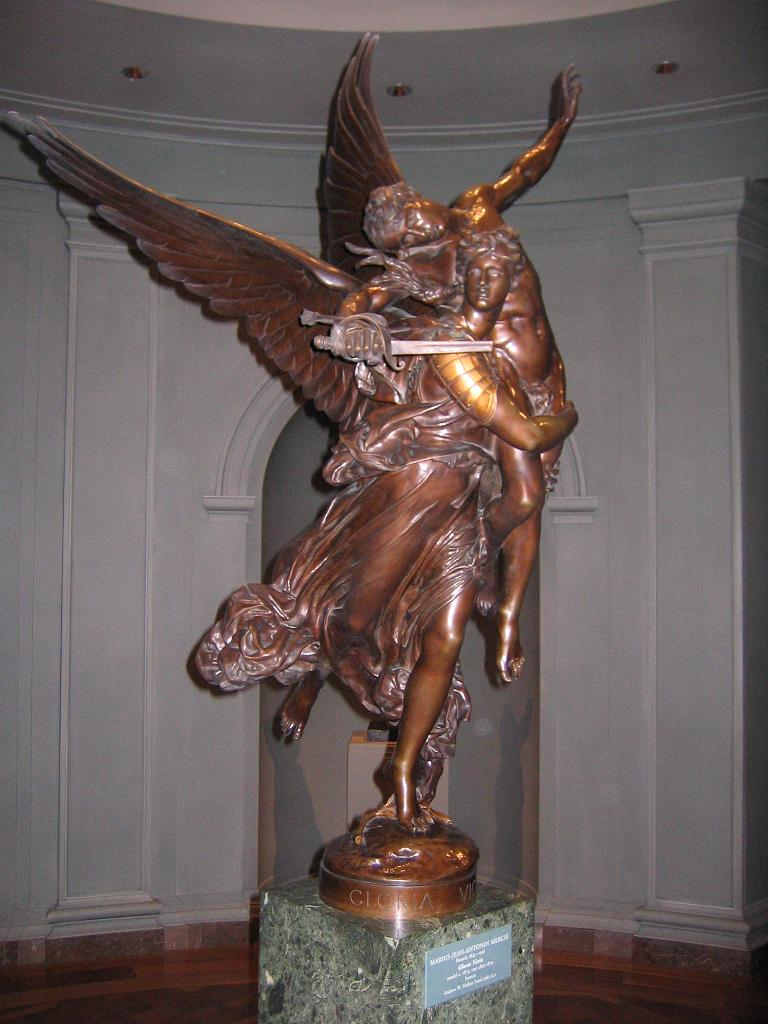
Gloria Victis

Marius Jean Antonin Mercié (30 de outubro de 1845 - 13 de dezembro de 1916) foi um pintor e escultor francês nascido em Toulouse.
Estudou na École des Beaux-Arts de Paris, e em 1868 venceu o Grand Prix de Rome. Sua obra mais conhecida foi "David", escultura em bronze que mostrava o herói bíblico nu, brandindo uma espada e com a cabeça de Golias a seus pés. Foi discípulo de Alexandre Falguière e de François Jouffroy. As suas primeiras grandes obras foram o "David" e a "Gloria Victis", apresentados no Salão de Paris de 1872. onde receberam a medalha de honra.
Em 1891 foi-lhe atribuído o posto de professor de Desenho e Escultura na Escola de Belas Artes e foi eleito membro da Academia Francesa, tendo posteriormente sido condecorado com o grau de grande oficial da orden da Legião de Honra. Em 1913 tornou-se presidente da sociedade de artistas franceses.